# Metti... che ti rompo il muso
Metti... che ti rompo il muso è un film del 1973 diretto da Giuseppe Vari.

## Trama
Il playboy italo-americano Rocky Salerno è un ladro internazionale, seguito passo passo da un ispettore dell'FBI, che riesce a trattenere un "bottino" "rivendicato" anche da un boss internazionale appartenente alla mafia siciliana. Ricatti, estorsioni, avventure e situazioni da far rizzare i capelli fanno da sfondo a questa storia.